# L'Aliéniste (film, 1970)
 (novembre 2021).
- Si vous ne connaissez pas le sujet, laissez ce bandeau (vous pouvez alors contacter les auteurs).
- Si vous supprimez le contenu mis en cause (vous pouvez préalablement contacter les auteurs),

argumentez précisément cette suppression dans la page de discussion
(un manque de référence n'est pas un argument ; une recherche réelle de référence doit avoir été effectuée, être formellement documentée).
Pour les articles homonymes, voir L'Aliéniste (homonymie).
Pour plus de détails, voir Fiche technique et Distribution.
L'Aliéniste (Azyllo Muito Louco) est un film brésilien réalisé par Nelson Pereira dos Santos, réalisé en 1970. C'est l'adaptation d'un conte de l'écrivain brésilien Joaquim Maria Machado de Assis. Il fait partie de la sélection officielle en compétition au Festival de Cannes 1970.

## Scénario
Le Padre Simão Bacarmarte arrive au village de Seraphim au cours du XVIIIe siècle. Il entreprend la rénovation de la Casa Verde pour en faire un asile de taille démesuré par rapport à celle du village, avec l’aide de Dona Evarista, richissime noble du lieu.
L’asile est vite occupé par de nombreux habitants de Seraphim, en partie volontairement, en partie sous la contrainte : pour le Padre Simão, est folle toute personne ne présentant pas un parfait équilibre de toutes ses facultés. Certains entrent à l’asile pour fuir le travail : c’est une « manie » suffisante pour justifier leur internement.
Porfírio, fazendeiro qui veut avant tout la paix (ou plutôt : que tous travaillent en paix pour lui…) fait libérer la population, mais accepte la proposition de Simão : faire interner la bonne société de Seraphim, tout aussi aliénée que le peuple, pour poursuivre l’expérience avec elle. Dès lors se constitue dans la Casa Verde un groupe dont la réunion crée des tensions et un jeu de pouvoir inattendus. Les femmes parviennent dans un premier temps à renverser Simão et son protecteur Porfírio, grâce à l’appui du capitaine, mais celui-ci confisque la liberté acquise pour son propre pouvoir.
Il fait ensuite libérer Porfírio, puis le juge, représentant de l’autorité. À la satisfaction générale, celui-ci déclare « élus » Porfírio et le capitaine, et Porfírio peut prendre sa première décision de gouvernement : la poursuite du travail de l’aliéniste. Simão va maintenant traiter individuellement les patients. Il est au terme de l’expérience surpris de ce que sa cure ne guérisse personne, mais fasse apparaître les véritables déséquilibres de chacun. Le juge peut alors déclarer le Padre Simão traître à la religion et à ses bienfaiteurs, et demander son internement à la Casa Verde : il est finalement l’unique aliéné de Seraphim.

## Fiche technique
- Titre original : Azyllo Muito Louco
- Titre français : L'Aliéniste
- Réalisation : Nelson Pereira dos Santos
- Scénario : Nelson Pereira dos Santos d'après O Alienista, de Machado de Assis
- Image : Dib Lutfi (pt)
- Pays d'origine : Brésil
- Format : Couleurs - 35 mm - Mono
- Genre : comédie dramatique
- Durée : 100 minutes
- Date de sortie (Brésil) : 29/11/1971
- Date de sortie (France) : -

## Distribution
- Nildo Parente (Nildo_Parente (pt)) : père Simão Bacamarte
- Isabel Ribeiro (Isabel_Ribeiro (pt)) : Dona Evarista
- Arduíno Colasanti (Arduino_Colasanti (pt)) : Porfírio
- Irene Stefânia (Irene_Stefânia (pt)): amante de Porfírio
- Leila Diniz : Eudóxia
- Nelson Dantas (Nélson_Dantas (pt)) : le comptable
- Manfredo Colasanti (Manfredo_Colasanti (pt)): le juge

## Le conte de Machado de Assis
La confrontation de ce scénario avec celui du conte de Machado de Assis est riche d’enseignement : chez Machado de Assis, le docteur Simão Bacarmarte, passionné par l'aliénation mentale, s'installe à Itaguaí et demande rapidement au Conseil municipal de construire et de lui confier un asile, la Casa Verde, pour y abriter les fous de la ville. Il en fait d'abord enfermer quelques-uns, puis de plus en plus, et entend bientôt enfermer la quasi-totalité de la population de la ville. Cette extension démentielle du champ de la folie déclenche une révolte de la population conduite par le barbier Porfírio, qui s’entend néanmoins avec Simão Bacamarte pour poursuivre l’expérience. Celui-ci fait évoluer sa théorie : c’est la santé mentale qui est une anomalie dans l’océan de la folie, et la Casa Verde est vidée de ses occupants pour recueillir les esprits sains tant qu’il n’a pas trouvé leur faille. Finalement, après avoir « guéri » tous les esprits sains en détectant leur déséquilibre, Simão Bacamarte conclut qu’il est seul doué d’un esprit raisonnable et équilibré, et s’interne seul dans son asile.

## L’Aliénisteet le langage cinématographique
Nelson Pereira dos Santos exploite une articulation d’éléments inhabituelle au cinéma :
L’exploitation de la mise au point, fréquemment « contre-nature », souligne la profondeur de l’image. De très nombreuses scènes secondaires, parallèles, parfois principales sont floues, bien que pouvant occuper à l’occasion une part importante de l’image. La révolte des internés face à une dérisoire amorce de Simão, seule nette, déporte totalement l’intérêt de la scène. Le panoramique lent et flou sur de vagues fantômes d’internés, se terminant sur le très gros plan de Simão, est un grand moment de cinéma. Cet usage de la mise au point insiste sur la « cinématographisation » de l’action et sur les relations s’instaurant entre les protagonistes du film. 
L’usage de plus en plus constant, de plus en plus violent, des mouvements de caméra, devient insoutenable lorsque Simão réduit les internés à l’état d’herbivores. La perte de tout repère spatial crée chez le spectateur la répulsion vis-à-vis de la démence de la Casa Verde et de la destruction programmée des personnes par Simão.
Le travail du cadre parachève l'apport intrinsèque de l'image. Nelson Pereira dos Santos et Dib Lutfi font cadrer par la caméra tout ce que les limites de l’image peuvent introduire dans un film. Le jeu des cadres avec leur sujet prend à lui seul une signification, peut-être pas rationnelle et explicable, mais sensible et esthétique. C’est ainsi que les cadres relativement classiques du début sur Simão le cantonnent ensuite peu à peu dans les marges du champ, puis dans des amorces profondément déroutantes. À mesure que les choses lui échappent, à mesure qu’il est révélé dans propre délire, Simão est peu à peu évacué du champ au point d’être finalement « cadré hors cadre » dans des plans dont la présence est d’autant plus forte.
L’exploitation originale de la musique, enfin, ne manque pas d’étonner. À l’exception de deux courtes musiques diégétiques (le violoncelle et la danse des internés faussement libérés), la musique pénètre le film tout le long de sa durée, s’intercalant occasionnellement dans le moindre silence d’un acteur, inondant le film de sa discordance et de son arythmie. Le film lui-même devient ainsi une partition musicale désaccordée sous l’empire d’une démence croissante.
On peut y ajouter la splendeur formelle des costumes et de la scénographie est appuyée par la lumière et la prise de vue de Dib Lutfi : chaque plan du film résulte d’un travail rigoureux de composition des couleurs, des formes, joue sur la profondeur de plan… Non moins importants sont le cadre baroque du tournage en décors naturels dans la ville de Paraty (RJ), et le jeu d’acteurs aussi précis qu’à l’accoutumée dans les films de Pereira dos Santos, avec des mentions particulières pour la présence de Nildo Parente (Simão) et pour la démence toute en douceur d’Isabel Ribeiro (Dona Evarista) : L’aliéniste est au bout du compte bouleversant de beauté et de rigueur.

## Intérêt et portée
Ce jeu de signes cinématographiques fait de L’aliéniste une véritable leçon de cinéma et un film majeur, d’autant qu’il n’est jamais gratuit : il est toujours mis au service de l’interrogation sur la folie.
Quatre-vingt dix ans séparent le livre du film : tous deux portent la marque de leur temps. Machado de Assis écrit son texte à l’époque (1881) de la consécration de Jean-Martin Charcot et des débuts de Sigmund Freud : il est passionné par la question de la folie et la normalité, par la « césure qui établit la distance entre la raison et la non-raison ». En 1970, Pereira dos Santos n’interroge plus seulement la folie comme un dérèglement individuel, il la replace dans son contexte social : il pousse l’interrogation sur les préoccupations humaines vues au prisme de la folie : pouvoir, richesse, prestige… Chez Machado de Assis, le conte semblait un laboratoire médical ; chez Pereira dos Santos, le film se fait laboratoire social.
L’évolution des fonctions de Simão (de médecin à prêtre) et de Porfírio (de barbier à propriétaire foncier), l’évolution du remplacement de la population internée (chez Machado de Assis, les sains d’esprit remplacent les déments ; chez Pereira dos Santos la bonne société remplace le peuple), la place nouvelle prise par les femmes… : tout témoigne éloquemment du changement d’époque et du changement de perspective. Les deux créateurs n’en explorent pas moins à leur manière et avec le langage propre à leur art l’insoluble question de la folie et de la normalité.